# Ковб, Дмитрий Александрович
Дми́трий Алекса́ндрович Ковб (бел. Дзмітрый Аляксандравіч Коўб; 20 января 1987, Минск, СССР) — белорусский футболист.

## Карьера
Начал карьеру в Солигорске, где играл за дубль «Шахтёра». В первой половине 2008 выступал за клуб-аутсайдер Второй лиги «БГАТУ-Нива» из деревни Самохваловичи, где стал лучшим бомбардиром.
Летом 2008 перешёл в состав бобруйской «Белшины». Хорошо проявил себя в 2011 году, забив за сезон 10 голов.
После этого сезона перешёл в качестве свободного агента в «Минск», но не закрепился в основном составе. В результате в конце июля 2012 года вернулся в бобруйский клуб.
В январе 2013 стал игроком могилёвского «Днепра». Сначала играл в основе, но потом засел на скамейке запасных и только выходил на замену. В результате по окончании сезона покинул клуб.
В марте 2014 стал игроком дебютанта литовской А-лиги — футбольного клуба «Тракай».
7 мая 2014 года в выездном матче 12-го тура чемпионата Литвы против «Жальгириса», выйдя на замену на 82-й минуте, через 4 минуты после подачи углового Витаутаса Лукши ударом головой отметился забитым мячом, после чего поднялся на трибуну стадиона ЛФФ, присел на кресло и поаплодировал сам себе. В феврале 2015 года расторг контракт с «Тракаем».
Вернувшись из Литвы, подписал соглашение с «Витебском». За полгода забил три гола, при этом два — с пенальти. В июле 2015 года по соглашению сторон покинул клуб. В конце августа стал игроком «Городеи». В декабре продлил контракт с клубом. В начале сезона 2016 появлялся в стартовом составе, однако позднее потерял место в основе. По окончании сезона покинул «Городею».
В 2017 году Ковб выступал за эстонский клуб «Нарва-Транс», а затем перешёл в команду высшего дивизиона Индии «Минерва Пенджаб», став первым белорусским футболистом в этой стране. В ноябре покинул индийский клуб.
В начале 2018 года тренировался с «Крумкачами», однако клуб не смог получить лицензию для участия в Высшей лиге. В марте года стал игроком «Барановичей». В июле того же года покинул команду.
В январе 2019 года объявил о завершении карьеры и стал работать детским тренером в школе минского «Динамо».

## Достижения
- Победитель первой лиги Белоруссии: 2009